# Roeselia ruficostata
Roeselia ruficostata är en fjärilsart som beskrevs av George Francis Hampson 1896. Roeselia ruficostata ingår i släktet Roeselia och familjen trågspinnare. Inga underarter finns listade.